# Pachygrapsus marmoratus
El cangrejo corredor  o zapatero (Pachygrapsus marmoratus), llamado también mulata, maragata o queimacasas en el noroeste de España y juyón en Canarias, es una especie de crustáceo decápodo del infraorden Brachyura. Se encuentra en las costas europeas, desde las islas británicas hasta el mar Negro.

## Descripción

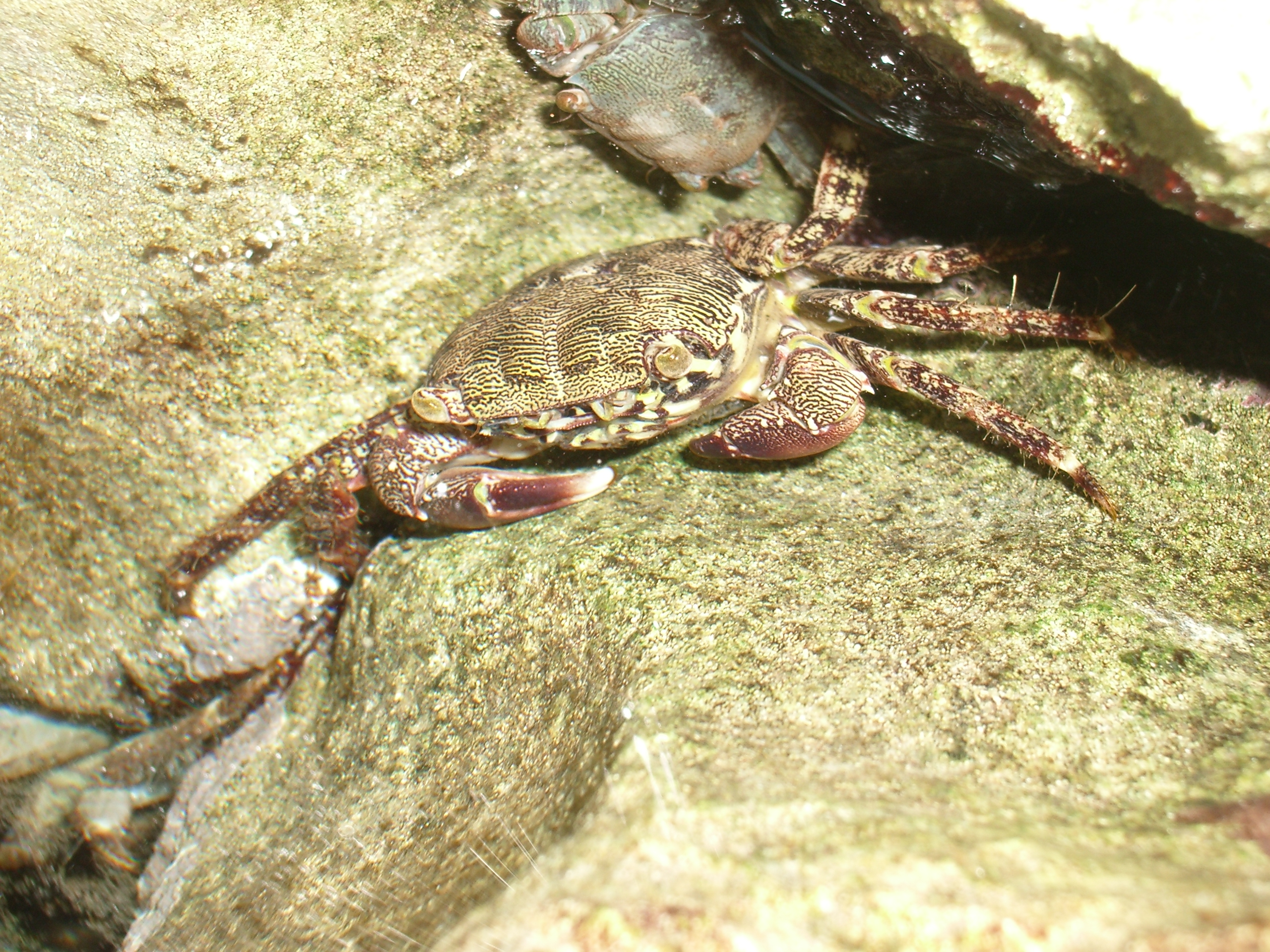
Cangrejo corredor entre rocas.

El cangrejo corredor posee una estructura corporal típica de un cangrejo. Su caparazón, trapezoidal y de entre 22-36 milímetros de longitud, puede ser de color verde oliva o pardo claro. Está decorado por estrías de color verde claro o amarillo. Los ojos sobresalen ligeramente del cuerpo. Las pinzas son ligeramente desiguales y son más grandes en el macho que en la hembra. Los cuatro pares de patas están provistas de pelos y están adaptadas a correr y trepar, pero no a nadar. La parte inferior del cuerpo tiene un color pálido

## Hábitat y comportamiento
Este cangrejo habita en la zona rompiente de acantilados y costas rocosas. No suele habitar a más de dos metros de profundidad, y vive entre las grietas de las rocas. Al salir del agua, es capaz de desplazarse rápidamente por las rocas. También se le puede encontrar en puertos. Esta variedad de hábitats se debe a que es omnívoro. La época de reproducción varía según el lugar donde habita. En España se reproducen en mayo, pero en el mar Negro se reproducen en julio. Sus larvas son de tipo zoea, como las larvas de la mayoría de los decápodos. Las hembras se vuelven fértiles a los dos años y normalmente viven tres años (machos y hembras).